# Mejía (canton)
Mejía est un canton d'Équateur situé dans la province de Pichincha.